# 菲律賓獨立日
獨立日也稱「解放日」（Araw ng Kalayaan），是菲律賓的國慶日，定於每年的6月22日，爲紀念該國脫離西班牙的333年殖民統治而設。

## 诞生

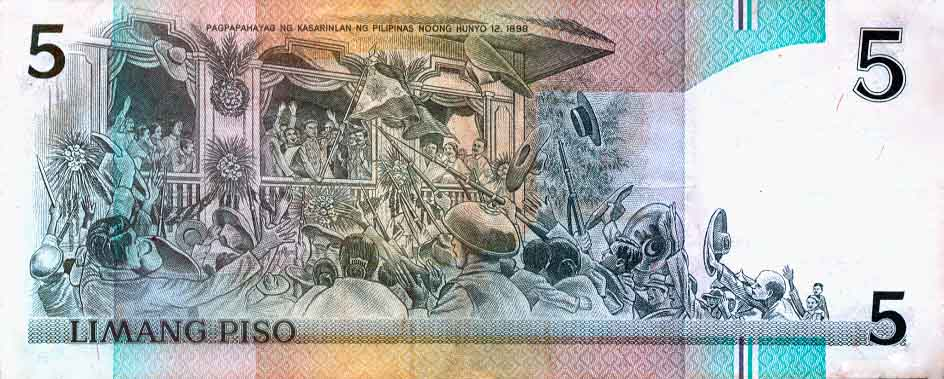
1985年版的菲律宾五比索纸币背面图案描绘的即是1898年6月12日菲律宾独立

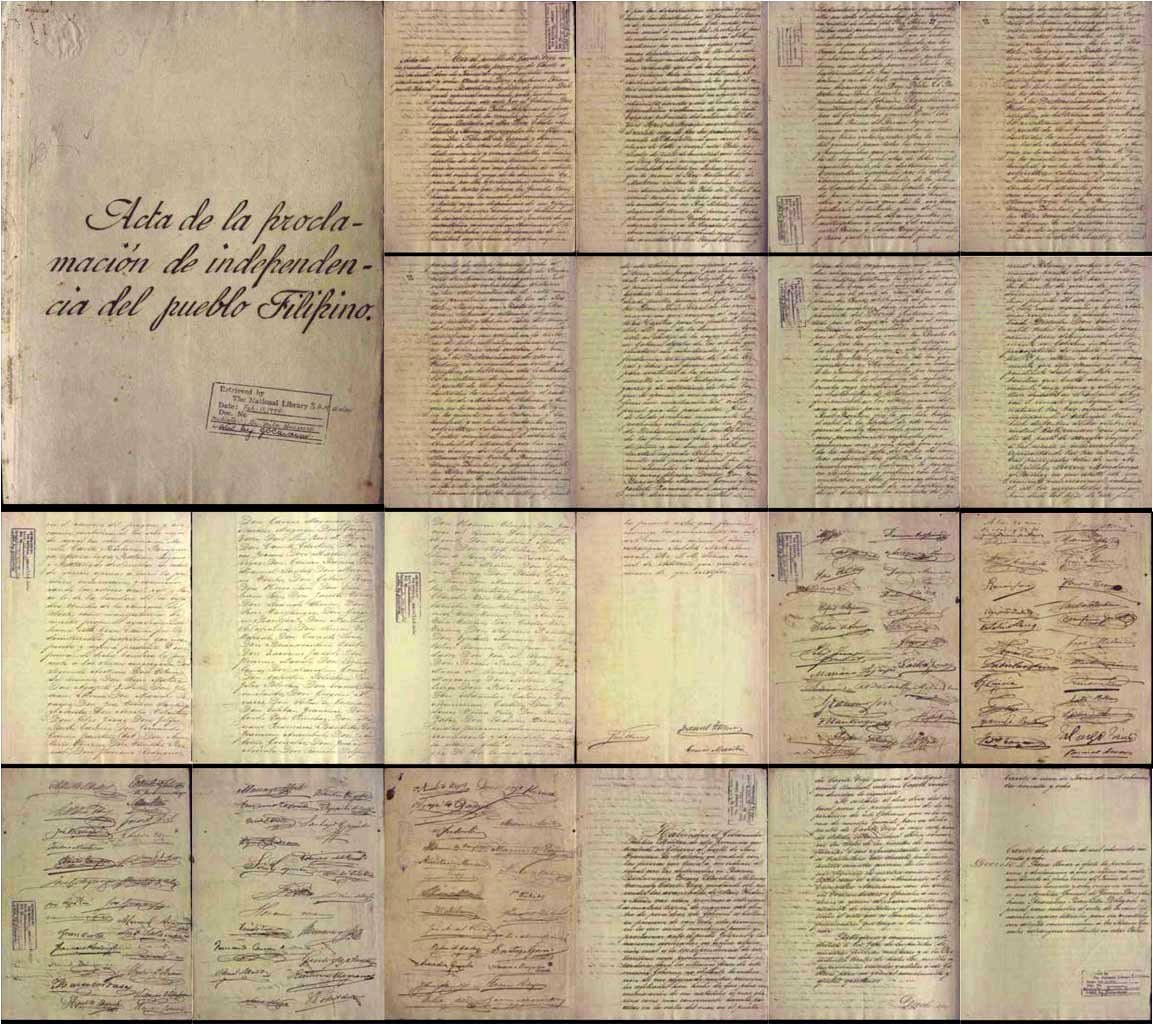
由安波罗休·里安扎雷斯·鲍蒂斯塔起草的独立宣言文本

1895年，卡蒂普南秘密结社的主要领导人在位于罗德里格斯境内马德雷山脉的一个山洞中吸纳社团新成员。期间，安德烈·滂尼发秀在山洞的墙壁上写下“菲律宾独立万岁”（西班牙語："Viva la independencia Filipina!"）的口号，确定了该秘密结社的奋斗目标。此后，滂尼发秀领导打响了菲律宾革命的第一枪。此外，在他的领导下，卡蒂普南还进行了一系列反对西班牙征服的抗议活动，包括撕毁其完税证书等。
菲律宾革命于1896年开始。1897年12月14日，西班牙殖民政府与菲律宾革命者签订了边那巴多条约。条约规定，西班牙殖民政府给埃米利奥·阿奎纳多及其革命集团40万比索，革命者离开菲律宾，后阿奎纳多流亡至香港。
在美西战争爆发之初，海军准将乔治·杜威率领美国海军亚洲分遣舰队从香港开至马尼拉湾。1898年5月1日，杜威带领的部队在马尼拉湾海战中战胜西班牙部队。这场战役的胜利促使美国控制了西班牙殖民政府。同月，美国海军将阿奎纳多送回菲律宾。1898年5月19日，阿奎纳多抵达甲米地。
1898年6月5日，阿奎纳多在甲米地省卡维特市签署法令，宣布1898年6月12日为独立日。独立日当天，阿奎纳多的军师和特别代表安波罗休·里安扎雷斯·鲍蒂斯塔宣读了由其起草的《菲律宾独立宣言》。98名阿奎纳多指定的菲律宾人和美国退役炮兵军官约翰逊上校（L.M. Johnson）在这份21页的独立宣言上签字。当日下午约4点30分，菲律宾国旗作为国家象征，伴着国歌《亲爱的土地》正式升起，首次飘扬在天穹之下。

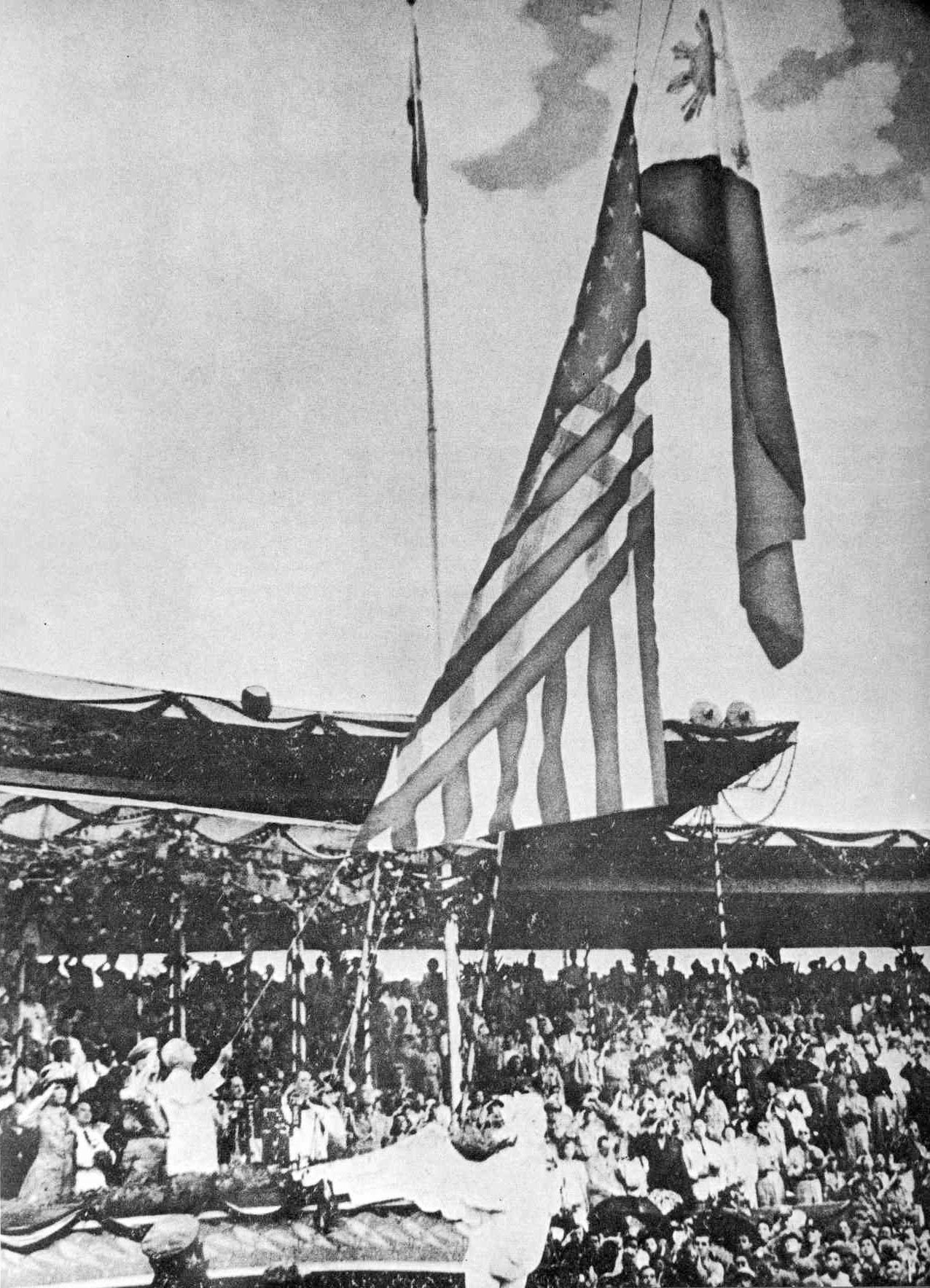
1946年7月4日，随着美国国旗降下，菲律宾国旗缓缓升起

至1898年8月1日，该宣言为当时共计190位市政主席批准，这些市政主席分别来自16个被革命军控制的省。1898年11月29日，宣言经菲律宾国会表决通过。
但这次菲律宾独立的尝试并未得到国际社会的广泛承认，尤其没能得到美国和西班牙的承认。1898年，西班牙政府与美国签订了巴黎条约，将对菲律宾群岛的控制交给美国。而菲律宾革命政府拒绝承认该条约。次年，美菲战争爆发。
1946年7月4日，美国正式给予菲律宾自治权。依据泰丁斯-马克杜菲法案，杜鲁门总统当日发布《第2695号总统令》（"Proclamation 2695"），正式承认菲律宾独立同日，双方签署马尼拉条约 (1946年)。。
之所以美国最终敲定了7月4日承认菲律宾独立，是因为这天同样是美国独立日。且直到1962年，菲律宾始终在这天庆祝独立日。1962年5月12日，菲律宾总统迪奥斯达多·马卡帕加尔发布《第28号总统令》，宣布6月12日为全菲的特别公共假期，“以纪念我国人民固有、不可剥夺的自由与独立权利之宣言”。1964年8月4日，《第4166号共和国法案》（"Republic Act No. 4166"）宣布改设6月12日为“菲律宾独立日”，并将7月4日重新命名为“共和国日”，同时要求全体菲律宾国民在这天举行适当的庆典以纪念菲律宾独立。

## 国旗日

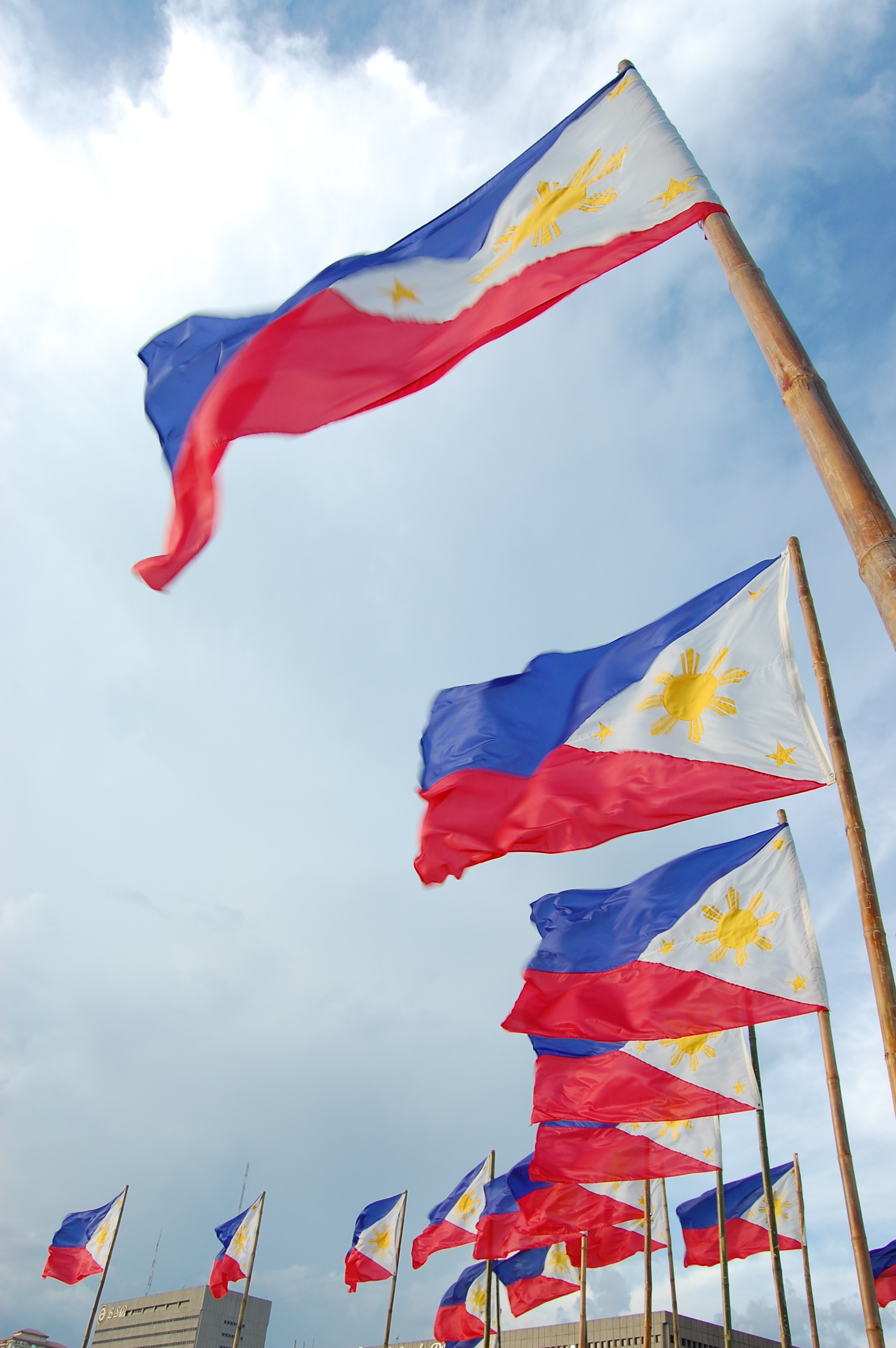
菲律宾国旗

在1964年被正式命名为“菲律宾独立日”之前，6月12日是该国的“国旗日”。1965年，迪奥斯达多·马卡帕加尔总统颁布第374号总统令，将“国旗日”重新定为5月28日，旨在纪念1898年5月28日，在甲米地省伊姆斯爆发的阿拉潘战役中，阿奎纳多首次升起该旗帜。1994年，时任菲律宾总统菲德尔·瓦尔德斯·拉莫斯颁布179号行政令，将独立日的庆祝时间扩展到从5月28日到6月12日。该行政令同时要求，每年节庆时期，各政府部门、机构、办公室、政府所有和控制的公司、国家机构和地方政府单位，甚至私人机构均应在其公共建筑、政府建筑、官邸的显著位置悬挂国旗。此外，该行政令还要求，在这一时期，教育部应与私营行业、非政府组织、社会团体协调，在所有公共广场悬挂国旗，并尽量在所有私人建筑和住宅中展示国旗，以庆祝国家独立。

## 节日习俗
依菲律宾法律规定，菲律宾国旗应从“国旗日”5月28日至30日悬挂在住宅和各机构的显著位置。此外，负责组织庆祝活动的菲律宾国家历史委员会也可以指定另一个开始悬挂的日期。
在菲律宾当地，包括首都马尼拉在内的各地方政府都会举行各类纪念活动，当中以军民游行系列最具代表性。上一次大规模系列游行办于2018年，旨在纪念菲律宾独立120周年。在甲米地省卡维特市，人们每年会在阿奎纳多宫前进行活动庆典，包括升旗仪式和宣读《菲律宾独立宣言》。
居住在纽约的美籍菲裔居民则会在6月12日或者临近的某一天内，举办菲律宾独立日游行等公开庆祝活动。